# The 30th Anniversary Concert Celebration
The 30th Anniversary Concert Celebration – koncertowy album, hołd dla Boba Dylana  nagrany przez różnych wykonawców i Boba Dylana 16 października 1992 r. i wydany w sierpniu 1993.

## Historia i charakter albumu
Koncert zorganizowany został dla uczczenia 30. rocznicy pierwszych oficjalnych nagrań płytowych Boba Dylana. Utwory Dylana zostały wykonane zarówno przez weteranów folku i rocka, jak i nowszych artystów. Koncert stał się tym samym rodzajem hołdu dla Dylana jako artysty, wykonawcy i kompozytora.
Głównym zespołem akompaniującym była grupa Booker T. and the M.G.’s, czyli Booker T. Jones, Steve Cropper, Donald „Duck” Dunn i zamiast zmarłego Ala Jacksona – Anton Fig.
Kierownikiem artystycznym był gitarzysta i bandleader G.E. Smith, znany m.in. z programu TV „Saturday Night Live”
Dylan wykonał pięć utworów: „Song to Woody”, „It’s Alright, Ma (I’m Only Bleeding)”, „My Back Pages”, „Knockin’ on Heaven’s  Door”, „Girl from the North Country”. 1, 2 i 5 wykonał solo z towarzyszeniem gitary, a pozostałe z innymi artystami. Pierwsza piosenka została pominięta zarówno na albumie jak i na wydaniu koncertu na wideo i laserowym dysku. „My Back Pages” oraz „Knockin’ on Heaven’s  Door” ukazały się w sierpniu 1993 r. na singlu.

## Muzycy

### Dysk pierwszy
John Mellencamp – śpiew, wykonawca [I. 1, 2]
- Al Kooper – organy
- Mike B. Wanchic – gitara
- Kenneth D. Aronoff – perkusja
- Jeffrey G. Meyers – gitara basowa
- John David Grissom – gitara
- John J. Cascella – akordeon, instrumenty klawiszowe
- Lisa Germano – skrzypce
- Pat Peterson – instrumenty perkusyjne, śpiew towarzyszący
- Sue Medley – śpiew towarzyszący

Stevie Wonder – harmonijka, piano, wykonawca [4]
- G.E. Smith – gitara
- Steve Cropper – gitara
- Booker T. Jones III – organy
- Donald „Duck” Dunn – gitara basowa
- Anton Fig – perkusja
- Jim Keltner – perkusja
- Darryl Keith John – śpiew towarzyszący

Lou Reed – gitara, śpiew, wykonawca [5]
- (ci sami muzycy co u Steviego Wondera, oprócz Sue Medley)

Eddie Vedder – śpiew, wykonawca/Mike McCready – gitara, wykonawca [6]
- G.E. Smith – mandolina

Tracy Chapman – gitara, śpiew [7]
June Carter Cash – śpiew/Johnny Cash – śpiew [8]
- Mickey Raphael – harmonijka
- G.E. Smith – gitara
- Kerry Marx – gitara
- Anton Fig – perkusja
- Jim Keltner – perkusja

Willie Nelson – gitara, śpiew, wykonawca [9]
- Reggie Young – gitara
- Mickey Raphael – harmonijka
- Benmont Tench – organy
- Don Was – gitara basowa
- Anton Fig – instrumenty perkusyjne
- Jim Keltner – perkusja

Kris Kristofferson – gitara, śpiew, wykonawca [10]
- Willie Nelson – gitara, śpiew
- Reggie Young – gitara
- Mickey Raphael – harmonijka
- Benmont Tench – instrumenty klawiszowe
- Don Was – gitara basowa
- Anton Fig – instrumenty perkusyjne
- Jim Keltner – perkusja

Johnny Winter – gitara, śpiew, wykonawca [11]
- G.E. Smith – gitara
- Steve Cropper – gitara
- Booker T. Jones III – organy
- Donald „Duck” Dunn – gitara basowa
- Anton Fig – perkusja
- Jim Keltner – perkusja

Ron Wood – gitara, śpiew, wykonawca [12]
- G.E. Smith – gitara
- Steve Cropper – gitara
- Booker T. Jones III – organy
- Howie Epstein – gitara basowa
- Anton Fig – perkusja
- Jim Keltner – perkusja

Richie Havens – gitara, śpiew, wykonawca [13]
The Clancy Brothers – wykonawca/Robbie O’Connell – gitara, śpiew, wykonawca/Tommy Makem – bandżo, śpiew, wykonawca [14]
- Bobby Clancy – instrumenty perkusyjne, śpiew
- Liam Clancy – gitara, śpiew
- Paddy Clancy – harmonijka, śpiew
- Robbie O’Connell – gitara, śpiew
- G.E. Smith - gitara basowa

Mary Chapin Carpenter – gitara, śpiew/Rosanne Cash – gitara, śpiew/Shawn Colvin – gitara, śpiew [15]
- G.E. Smith – gitara
- Steve Cropper – gitara
- Booker T. Jones III – organy
- Paul Shaffer – pianino
- Donald „Duck” Dunn – gitara basowa
- Anton Fig – perkusja
- Jim Keltner – perkusja

### Dysk drugi
Neil Young – gitara, śpiew, wykonawca [II. 1, 2)
- Steve Cropper – gitara
- Booker T. Jones III – organy
- Donald „Duck” Dunn – gitara basowa
- Jim Keltner – perkusja

Chrissie Hynde – gitara, śpiew, wykonawca [II. 3]
- G.E. Smith – gitara
- Steve Cropper – gitara
- Booker T. Jones III – organy
- Donald „Duck” Dunn – gitara basowa
- Anton Fig – perkusja
- Jim Keltner – perkusja
- Curtis King – śpiew towarzyszący, chórek
- Brenda White King – śpiew towarzyszący, chórek
- Dennis Collins – śpiew towarzyszący, chór
- Christine Ohlman – śpiew towarzyszący, chórek
- Sheryl Crow – śpiew towarzyszący, chór

Eric Clapton – gitara, śpiew, wykonawca [4]
- G.E. Smith – gitara
- Steve Cropper – gitara
- Booker T. Jones III – organy
- Donald „Duck” Dunn – gitara basowa
- Anton Fig – perkusja
- Jim Keltner – perkusja

The O’Jays –wykonawcy [5]
- Eddie LeVert – śpiew
- Walter Williams – śpiew
- Sammy Strain – śpiew
- Ron Fair – pianino
- G.E. Smith – gitara
- Steve Cropper – gitara
- Booker T. Jones III – organy
- Donald „Duck” Dunn – gitara basowa
- Anton Fig – perkusja
- Jim Keltner – perkusja
- Cissy Houston, Katreese Barnes, Gary Houston, Jerry Barnes, Rose Mitcham, Gynnice Coleman, Leotis Clyburn, Curtis King, Brenda White King, Dennis Collins, Christine Ohlman, Sheryl Crow – chór

The Band – wykonawca [6]
- Levon Helm – mandolina, śpiew
- Garth Hudson – akordeon
- Rick Danko – gitara, gitara basowa, śpiew
- Richard Bell – akordeon
- Jim Weider – gitara, śpiew
- G.E. Smith – gitara
- Donald „Duck” Dunn – gitara basowa
- Randy Ciarlante – perkusja, śpiew
- Jim Keltner – perkusja

George Harrison – gitara, śpiew, wykonawca [7]
- G.E. Smith – gitara
- Steve Cropper – gitara
- Booker T. Jones III – organy
- Donald „Duck” Dunn – gitara basowa
- Anton Fig – perkusja
- Jim Keltner – perkusja

Tom Petty & the Heartbreakers – wykonawca [8, 9]
- Tom Petty – gitara, śpiew
- Mike Campbell – gitara
- Benmont Tench – organy
- Howie Epstein – gitara (8), śpiew, gitara stalowa (9)
- Donald „Duck” Dunn – gitara basowa
- Stan Lynch – perkusja
- Anton Fig – instrumenty perkusyjne
- Jim Keltner – perkusja

Roger McGuinn – gitara, śpiew, wykonawca [10]
- Tom Petty – gitara, śpiew
- Mike Campbell – gitara
- Benmont Tench – organy
- Howie Epstein – gitara basowa
- Stan Lynch – perkusja
- Anton Fig – instrumenty perkusyjne
- Jim Keltner – perkusja

Bob Dylan – gitara, śpiew [11]
Bob Dylan, Roger McGuinn, Tom Petty, Neil Young, Eric Clapton, George Harrison [12]
- Bob Dylan – gitara, śpiew
- Roger McGuinn – gitara, śpiew
- Tom Petty – gitara, śpiew
- Neil Young – gitara, śpiew
- Eric Clapton – gitara, śpiew
- George Harrison – gitara, śpiew,
- G.E. Smith – gitara
- Steve Cropper – gitara
- Al Kooper – organy
- Donald „Duck” Dunn – gitara basowa
- Stan Lynch – instrumenty perkusyjne
- Anton Fig – perkusja
- Jim Keltner – perkusja

Wszyscy [13]
Bob Dylan – gitara, śpiew [14]

## Spis utworów i wykonawców

### Pierwszy dysk
| 1.  | Like a Rolling Stone – John Cougar Mellencamp                                                        | 6:53    |
|     | |         |
| 2.  | Leopard-Skin Pill-Box Hat – John Cougar Mellencamp                                                   | 4:20    |
|     | |         |
| 3.  | Introduction by Kris Kristofferson –                                                                 | 0:55    |
|     | |         |
| 4.  | Blowin’ in the Wind – Stevie Wonder                                                                  | 8:53    |
|     | |         |
| 5.  | Foot of Pride – Lou Reed                                                                             | 8:47    |
|     | |         |
| 6.  | Masters of War – Eddie Vedder i Mike McCready                                                        | 5:06    |
|     | |         |
| 7.  | The Times They Are a-Changin’ – Tracy Chapman                                                        | 3:01    |
|     | |         |
| 8.  | It Ain’t Me Babe – June Carter Cash and Johnny Cash                                                  | 3:50    |
|     | |         |
| 9.  | What Was It You Wanted? – Willie Nelson                                                              | 5:47    |
|     | |         |
| 10. | I'll Be Your Baby Tonight – Kris Kristofferson                                                       | 3:04    |
|     | |         |
| 11. | Highway 61 Revisited – Johnny Winter                                                                 | 5:05    |
|     | |         |
| 12. | Seven Days – Ron Wood                                                                                | 5:26    |
|     | |         |
| 13. | Just Like a Woman – Richie Havens                                                                    | 5:50    |
|     | |         |
| 14. | When the Ship Comes In – The Clancy Brothers i Robbie O’Connell ze specjalnym gościem Tommym Makemem | 4:23    |
|     | |         |
| 15. | You Ain't Goin' Nowhere – Mary Chapin Carpenter, Rosanne Cash i Shawn Colvin                         | 3:52    |
|     | |         |
|     | | 1:15:12 |
|     | |         |

### Drugi dysk
| 1.  | Just Like Tom Thumb’s Blues – Neil Young                                                       | 5:38    |
|     |                                                                                                |         |
| 2.  | All Along the Watchtower – Neil Young                                                          | 6:20    |
|     |                                                                                                |         |
| 3.  | I Shall Be Released – Chrissie Hynde                                                           | 4:26    |
|     |                                                                                                |         |
| 4.  | Don’t Think Twice, It’s All Right – Eric Clapton                                               | 6:09    |
|     |                                                                                                |         |
| 5.  | Emotionally Yours – O’Jays                                                                     | 5:43    |
|     |                                                                                                |         |
| 6.  | When I Paint My Masterpiece – The Band                                                         | 4:23    |
|     |                                                                                                |         |
| 7.  | Absolutely Sweet Marie – George Harrison                                                       | 4:43    |
|     |                                                                                                |         |
| 8.  | License to Kill – Tom Petty & the Heartbreakers                                                | 4:52    |
|     |                                                                                                |         |
| 9.  | Rainy Day Women#12 & 35 – Tom Petty & the Heartbreakers                                        | 4:44    |
|     |                                                                                                |         |
| 10. | Mr. Tambourine Man – Roger McGuinn z Tom Petty & the Heartbreakers                             | 4:10    |
|     |                                                                                                |         |
| 11. | It’s Alright, Ma (I’m Only Bleeding) – Bob Dylan                                               | 6:21    |
|     |                                                                                                |         |
| 12. | My Back Pages – Bob Dylan, Roger McGuinn, Tom Petty, Neil Young, Eric Clapton, George Harrison | 4:39    |
|     |                                                                                                |         |
| 13. | Knockin’ on Heaven’s Door – Bob Dylan i wszyscy                                                | 5:38    |
|     |                                                                                                |         |
| 14. | Girl from the North Country – Bob Dylan                                                        | 5:12    |
|     |                                                                                                |         |
|     |                                                                                                | 1:12:58 |
|     |                                                                                                |         |

## Opis albumu
- Producent – Jeff Rosen, Don DeVito
- Producent wykonawczy – Jeff Kramer, Kevin Wall
- Koproducenci wykonawczy – Harvey Goldsmith, Ed Simons
- Nagranie – Dave Hewett
- Inżynierowie nagrywający – Vic Anesini, Phil Gitomer, Peter Hefter, Sean McClintock
- Miksowanie – David Thoener (wszystkie oprócz 1, 2 i 7 z drugiego dysku)
- Studio – The Hit Factory
- Asystent – Thom Cadley
- Miksowanie (II. 1, 2) – David Briggs
- Studio – Redwood Digital, Woodside, Kalifornia
- Asystent – John Nowland, John Housmann
- Miksowanie (II. 7) – Ed Cherney
- Studio – Record One Studio, Los Angeles, Kalifornia
- Mastering – Vic Anesini
- Studio – Sony Music Studios, Nowy Jork
- Miejsce i data nagrania

Madison Square Garden, Nowy Jork, 16 października
- Kierownictwo artystyczne – Chris Austopchuk
- Asystent – Jim de Barros
- Grafika komputerowa – Richard O. White
- Fotografie – Ken Regan
- Czas – 148:24 (2 h 28 min 24 s)
- Firma nagraniowa – Columbia
- Numer katalogowy – C2K 53230
- Data wydania – 24 sierpnia 1993

## Listy przebojów

### Album
| Rok  | Lista                        | Pozycja |
| ---- | ---------------------------- | ------- |
| 1993 | Billboard USA. Albumy popowe | 40      |